# Tiniteqilaaq
Tiniteqilaaq (Tiniteĸilâĸ avant 1973) est une commune groenlandaise située dans la municipalité de Sermersooq près de Tasiilaq au sud du Groenland. La population était de 130 habitants en 2012.

## Accès
Pour se rendre sur la commune, il faut à Reykjavik, prendre un petit avion à destination de l’aéroport de Kulusuk. En été, un bateau rejoint Tinitekilaaq à travers le fjord en une heure et demie de navigation.
En hiver, un hélicoptère rejoint d'abord Tasiilaq, sur la côte est. Une fois par semaine, un deuxième hélicoptère rejoint Tinitekilaaq en quelques minutes. Si le temps est trop mauvais la moto-neige y accède par la banquise et les montagnes, par un trajet de 30 kilomètres.

## Film
En 2015, le réalisateur Samuel Collardey y a tourné un film, Une année polaire, docufiction racontant l'installation difficile d'un nouvel instituteur à l'école unique du village. 